# Sumerian Daemons
Sumerian Daemons – szósty album studyjny greckiego zespołu muzycznego Septic Flesh. Wydawnictwo ukazało się 3 lutego 2003 roku nakładem wytwórni muzycznej Hammerheart Records. Nagrania zostały zarejestrowane pomiędzy majem a czerwcem 2002 roku w Studio Fredman w Szwecji we współpracy z producentem muzycznym Fredrikiem Nordströmem. Z wyjątkiem partii wokalnych, które zostały nagrane w Praxis Studio w Atenach. Mastering odbył się w Mega Wimp Sound w Berlinie.

## Lista utworów
Opracowano na podstawie materiału źródłowego.
| Nr  | Tytuł utworu                                           | Słowa     | Muzyka                       | Długość |
| --- | ------------------------------------------------------ | --------- | ---------------------------- | ------- |
| 1.  | „beHold... tHe lAnd of Promise” (utwór instrumentalny) |           | Chris A                      | 02:10   |
| 2.  | „uNbeliever”                                           | Sotiris V | Spiros A                     | 04:52   |
| 3.  | „Virtues of the Beast”                                 | Sotiris V | Spiros A                     | 05:19   |
| 4.  | „FaUst”                                                | Sotiris V | Chris A                      | 05:09   |
| 5.  | „When All Is None”                                     | Spiros A  | Spiros A                     | 04:38   |
| 6.  | „Red Code Cult”                                        | Sotiris V | Sotiris V                    | 04:09   |
| 7.  | „Dark River”                                           | Sotiris V | Chris A, Sotiris V, Spiros A | 03:56   |
| 8.  | „Magic Loves Infinity”                                 | Sotiris V | Sotiris V                    | 03:58   |
| 9.  | „Sumerian Daemon”                                      | Sotiris V | Spiros A                     | 04:06   |
| 10. | „Mechanical Babylon”                                   | Sotiris V | Spiros A                     | 04:57   |
| 11. | „Infernal Sun”                                         | Sotiris V | Sotiris V                    | 03:26   |
| 12. | „The Watchers”                                         | Sotiris V | Sotiris V                    | 04:14   |
| 13. | „Shapeshifter”                                         | Sotiris V | Chris A                      | 05:12   |
|     |                                                        |           |                              | 56:06   |

## Twórcy
Opracowano na podstawie materiału źródłowego.
| Zespół Septic Flesh w składzie - Sotiris V – gitara, wokal prowadzący - Chris A – gitara, sample - Akis K – perkusja, instrumenty perkusyjne - Set'h – gitara basowa, wokal prowadzący, oprawa graficzna - George Z – instrumenty klawiszowe | Dodatkowi muzycy - Natalie Rassoulis – wokal wspierający - Gore – wokal wspierający | Inni - Patrik J., Lambros Sfiris – inżynieria dźwięku - Fredrik Nordström – produkcja muzyczna, inżynieria dźwięku - Aggelos Rassias – zdjęcia |